# Erwin Metzmeier
Erwin Metzmeier (* 31. August 1913 in Baden-Baden; † 20. April 1978 in Berlin) war ein deutscher Schiffbauingenieur und Hochschullehrer.

## Leben
Erwin Metzmeier studierte von 1935 bis zum 1939 Schiffbau an der Technischen Hochschule Berlin. Im Anschluss an sein Studium war er vom Dezember 1939 bis Februar 1945 beim Oberkommando der Kriegsmarine dienstverpflichtet. Nebenamtlich arbeitete er von 1942 bis 1945 als Oberingenieur am Lehrstuhl für Statik und Elemente der Schiffe an der Technischen Hochschule Berlin. Im Dezember 1942 wurde Metzmeier promoviert. Ab Februar 1946 war er Oberingenieur am Lehrstuhl für Statik und Elemente der Schiffe. 1949 wurde er an der Technischen Universität Berlin habilitiert und lehrte bis 1950 als Privatdozent. Von Oktober 1950 bis zu seinem Tod im April 1978 war er Ordinarius des Lehrstuhls für Elemente und Statik der Schiffe. Von 1958 bis 1959 war er Dekan der Fakultät für Maschinenwesen. Jeweils ein Jahr davor und danach war er Prodekan. Er starb im April 1978 nach schwerer Krankheit im Alter von 64 Jahren.
Erwin Metzmeier trat 1940 der Schiffbautechnischen Gesellschaft bei. 1954 wurde er Mitglied des
Vereins Deutscher Ingenieure (VDI) und der Wissenschaftlichen Gesellschaft für Luft- und Raumfahrt. Ab 1962 gehörte er dem Ständigen Committee für Westdeutschland des International Ship Structures Congress (ISSC) an.